# Thierry De Neef
Thierry Albert De Neef (Parigi, 27 ottobre 1966) è un ex calciatore e allenatore di calcio francese, di ruolo centrocampista.

## Carriera

### Calciatore

#### Club
Il 28 luglio del 1994 debutta in Ligue 1 contro il Bordeaux (1-0). Con il Nizza vinse una coppa nazionale nel 1997.
Vanta 194 presenze in Ligue 1, 139 in Ligue 2 e 59 in terza divisione.

### Allenatore
Dopo aver allenato per sette stagioni il CSC Cayenne, è stato nominato selezionatore della Guyana francese.

## Palmarès

### Club

#### Competizioni nazionali
- Coupe de France: 1

Nizza: 1996-1997